# PdfTeX
pdfTeX è un'estensione del programma di composizione TeX sviluppato da Donald Knuth, ed è stato originariamente scritto da Hàn Thế Thành come parte del lavoro per la sua tesi di dottorato presso la Facoltà di Informatica dell'Università Masaryk di Brno (Repubblica Ceca). L'idea di creare questa estensione di TeX era però stata concepita all'inizio degli anni novanta, quando Jiří Zlatuška e Phil Taylor discussero alcune idee di sviluppo con Knuth alla Stanford University. Knuth in seguito incontrò Hàn Thế Thành a Brno durante la sua visita alla Facoltà di scienze informatiche, dove era andato per ricevere un dottorato honoris causa dall'Università di Masaryk.

## Caratteristiche
Una caratteristica importante del pdfTeX è quella di ricorrere, nell'impaginazione, alla protrusione e all'espansione dei caratteri: si tratta di un'implementazione delle idee di Hermann Zapf per migliorare l'aspetto di una pagina stampata. Entrambi questi aspetti sono discussi nella tesi di dottorato di Thành.
pdfTeX è incluso nella maggior parte delle distribuzioni di LaTeX e ConTeXt (come TeX Live, MacTeX e MiKTeX) e viene utilizzato come motore predefinito. La principale differenza tra TeX e pdfTeX è che mentre TeX esporta file DVI, pdfTeX può generare direttamente file PDF. Ciò consente una perfetta integrazione delle funzionalità del file PDF, come per esempio i collegamenti ipertestuali e i sommari, gestiti tramite il pacchetto hyperref. D'altra parte i pacchetti che, come PSTricks, sfruttano il precedente processo di conversione da DVI a PostScript potrebbero non funzionare, sebbene siano state scritte alternative come PGF/TikZ. Incorporare direttamente la grafica PostScript non è più possibile e si deve utilizzare un programma come eps2pdf per convertire i file EPS in PDF, che possono così essere inseriti direttamente da pdfTeX.
È possibile ottenere file DVI da pdfTeX. Questo file DVI dovrebbe essere identico a quello generato da TeX, a meno che non siano state attivate le funzioni extra di microtipografia proprie di pdfTeX. Inoltre, poiché LaTeX, ConTeXt ecc. sono semplicemente pacchetti di macro per TeX, funzionano ugualmente bene con pdfTeX. Ad esempio, pdflatex richiama il programma pdfTeX usando le macro standard LaTeX per comporre i documenti, ed è il motore di rendering predefinito per ConTeXt.

## Differenze con TeX
pdfTeX ha diverse funzionalità non disponibili nel motore TeX:
- può incorporare caratteri TrueType e Type 1;
- consente modifiche di microtipografia come la crenatura del margine e l'espansione dei caratteri;
- permette l'accesso diretto a funzionalità specifiche del formato PDF come i collegamenti ipertestuali, i sommari e le informazioni sui documenti.